# Себастиан Коу
Барон Себастиан Нюболд Коу, CH (на английски: Sebastian Newbold Coe, Baron Coe, 29 септември 1956 г., Лондон, Великобритания) е знаменит английски лекоатлет, двукратен олимпийски шампион в бягането на 1500 метра.
Той е политически деец след приключване на спортната си кариера, рицар-командор на Ордена на Британската Империя. Член на английския парламент в периода 1992 – 1997, пожизнен пер от 2000 година, барон Ренморски (графство Съри).
През 2005 г., след избирането на Лондон за столица на ХХХ летни олимпийски игри 2012, Себастиан Коу оглавява организационния комитет.
През 2007 г. лорд Коу е избран за вицепрезидент на Международната асоциация на лекоатлетическите федерации.